# إلكه فان دن براندت
إلكه فان دن براندت (بالإنجليزية: Elke Van den Brandt) (من مواليد 1979) هي سياسية بلجيكية تنتمي إلى حزب الخضر (Groen). تشغل حاليًا منصب وزيرة التنقل والسلامة الطرقية والبيئة في حكومة إقليم بروكسل العاصمة منذ عام 2019.

## التعليم والمسيرة المبكرة
وُلدت فان دن براندت في ميرسين، إحدى بلديات مقاطعة فلامس برابانت. درست العلوم السياسية في جامعة بروكسل الحرة (الفلمنكية)، وتخصصت في السياسات العامة والشؤون الأوروبية. بدأت حياتها المهنية كمتعاونة برلمانية، ثم عملت في مجالات تتعلق بسياسات الصحة والنقل.

## المسيرة السياسية
انضمت إلى حزب الخضر (Groen)، وبدأت نشاطها السياسي في البرلمان الفلمنكي، حيث شغلت منصب نائبة برلمانية عن الحزب بين عامي 2009 و2014. خلال هذه الفترة، ركزت على ملفات مثل النقل، وسياسات الصحة، وتغير المناخ.
في عام 2019، بعد الانتخابات الإقليمية، انضمت إلى حكومة إقليم بروكسل العاصمة برئاسة الوزير-الرئيس رودي فيرفورت، وتولت وزارة التنقل والسلامة الطرقية والبيئة. وهي مسؤولة عن سياسات النقل العام، وتشجيع الدراجات الهوائية، وتطوير البنية التحتية المستدامة في العاصمة البلجيكية.

## المناصب الحالية
تشغل حاليًا المناصب التالية ضمن حكومة بروكسل:
- وزيرة التنقل (النقل)
- وزيرة السلامة الطرقية
- وزيرة البيئة
- وزيرة سياسة المناخ

وتُعد من أبرز الأصوات في السياسات الحضرية المستدامة، وتتبنّى برامج لتعزيز النقل غير الملوِّث، وتقليل الاعتماد على السيارات في المدينة.

## مواقفها
تُعرف فان دن براندت بدفاعها عن:
- النقل العام المجاني أو منخفض التكلفة
- الأولوية للدراجات والمشاة
- خفض الانبعاثات في المدن
- تطوير المساحات الخضراء داخل المناطق الحضرية